# Giocheremo ancora insieme
Giocheremo ancora insieme è il secondo album della cantante napoletana Ida Rendano, pubblicato nel 1992.

## Tracce
1. Basta Così  4:06  (V.D'Agostino/A.Botrugno/L.D'Alessio)
2. Nun ce appiccecamme  4:02  (V.D'Agostino/L.D'Alessio) (con Gigi D'Alessio)
3. Cu chi staie  4:00  (V.D'Agostino/L.D'Alessio)
4. Balliamo ancora  3:08  (V.D'Agostino/L.D'Alessio)
5. Coca cola house  4:00  (V,D'Agostino/L.D'Alessio)
6. Camminando  3:32  (V.D'Agostino/L.D'Alessio)
7. Ridi Pagliaccia  4:21   (F.Salvatore)
8. Na criatura comma a tte  (V.D'Agostino/L.D'Alessio)